# Радгощ (гмина)
Радгощ (пол. Radgoszcz) — сельская гмина (волость) в Польше, входит как административная единица в Домбровский повет, Малопольское воеводство. Население — 7278 человек (на 2004 год).

## Демография
| Перепись                       | Всего   | Всего | Женщины | Женщины | Мужчины | Мужчины |
| ------------------------------ | ------- | ----- | ------- | ------- | ------- | ------- |
| Единицы                        | человек | %     | человек | %       | человек | %       |
| Население                      | 7278    | 100   | 3617    | 49,7    | 3661    | 50,3    |
| Плотность населения (чел./км²) | 82,4    | 82,4  | 41      | 41      | 41,5    | 41,5    |

## Соседние гмины
1. Гмина Чарна
2. Гмина Домброва-Тарновска
3. Гмина Лися-Гура
4. Гмина Радомысль-Вельки
5. Гмина Щуцин
6. Гмина Вадовице-Гурне